# Runaway (Lil Peep)
Runaway è un singolo del rapper statunitense Lil Peep, pubblicato il 1º novembre 2018 come quarto estratto dal suo album in studio Come Over When You're Sober, Pt. 2.

## Antefatti
Il 14 giugno 2017, Lil Peep ha pubblicato accidentalmente il brano sulla piattaforma online SoundCloud, comportando la rimozione dello stesso poco tempo dopo.
Il 1º novembre 2018, in occasione del suo ventiduesimo compleanno, il brano è stato pubblicato su tutte le principali piattaforme.

## Video del brano
Per il brano è stato diretto un video ufficiale nel Novembre 2018. Il videoclip consiste in un montaggio di alcuni disegni fatti da Lil Peep nella sua adolescenza uniti a dei video in cui appare lo stesso artista con il suo produttore.

## Tracce
1. Runaway – 3:12 (testo: Gustav Åhr, Drew Fulk, Steve Choi, Smokeasac – musica: Smokeasac)

## Formazione

### Musicisti
- Lil Peep - voce, testi

### Produzione
- Lil Peep – produzione
- Drew Fulk – produzione
- Steve Choi – produzione
- Smokeasac – produzione